# Sint-Albanuskerk (Vlijtingen)
De Sint-Albanuskerk is een kerkgebouw in Vlijtingen in de Belgische gemeente Riemst in Limburg. De kerk ligt verhoogd aan de Sint-Albanusstraat en wordt omgeven door een kerkhof. De toren van de parochiekerk van Sint-Albanus domineert het dorp. De kerk is de parochiekerk van het dorp en is vanouds gewijd aan de Heilige Albanus. Niet bekend is of daarmee Albanus van Mainz of Albanus van Engeland wordt bedoeld.

## Geschiedenis
De Sint-Albanusparochie is zeer oud. Ze bestond vermoedelijk reeds in de 7e of 8e eeuw. Vlijtingen was een van de elf banken van Sint-Servaas en het kapittel van Sint-Servaas in Maastricht beschikte over het collatierecht van de Vlijtense kerk. De pastoors waren meestal kruisheren, afkomstig uit het Maastrichtse Kruisherenklooster. Een kapel te Hees was aan deze parochie ondergeschikt. De oude romaanse kerk werd in 1844 gesloopt. De toren van de nieuwe neoclassicistische kerk werd gebouwd in 1840, de rest van het gebouw in de jaren 1845-1846.
Op 10 mei 1940 werd de kerk ernstig maar niet structureel beschadigd door de luchtverplaatsing van een Duitse bom die waarschijnlijk de kerk zelf als doelwit had omdat kerktorens potentiële uitkijkposten zijn. De gebrandschilderde ramen werden vernield, de houten toren stond scheef en de leien dakbedekking werd grotendeels weggeblazen. In 1945 was er genoeg geld voorhanden uit het fonds voor oorlogsschade maar vooral van giften om de herstellingen aan te vatten. De houten daklantaarn werd door een identiek exemplaar in gewapend beton vervangen, het dak werd heraangelegd en de gebrandschilderde ramen werden door een familielid van de oorspronkelijke Brugse glazenier die de plannen bezat opnieuw samengesteld. In 1948 werd centrale verwarming geïnstalleerd en het toegangssas in de rechterbeuk van de kerk werd gebouwd. De Sint-Truidense kunstenaar Heidbuchel bracht muurschilderingen aan achter het altaar en boven de zijaltaren, maar die zijn tegenwoordig overschilderd.

## Gebouw
De kerk is opgetrokken in baksteen, voor hoekstenen en omlijstingen zijn vooral mergelsteen maar ook blauwe hardsteen gebruikt.
Het gebouw bestaat uit een ingebouwde westtoren, een driebeukig schip met zes traveeën en een halfrond gesloten koor met rechte travee. Het koor wordt door de sacristieën geflankeerd. Het schip en koor zijn opgetrokken in baksteen, hebben kroonlijsten van mergelsteen, rondboogvensters van hardsteen en als dak zadeldaken en lessenaarsdaken. Het koor heeft pilasters van mergelsteen met lijstkapiteel, waterlijsten van mergelsteen en horizontale geleding van hardsteen. De westgevel van het gebouw heeft een middenrisaliet met mergelstenen hoekblokken afgelijnd, daarboven een driehoekig fronton met datering 1933, een portaal van hardsteen tussen gecanneleerde pilasters die een entablement met chronogram 1846 dragen, en daarboven een oculus van hardsteen. Ook zijn er hoekblokken van mergelsteen gebruikt bij de aflijning van de muurpartijen die dit risaliet flankeren en is ieder voorzien van een rondboognis in mergelsteen.
Boven het risaliet steekt de toren uit. De markante vierkante toren is opgenomen in het schip. De toren heeft twee geledingen, is ook afgelijnd met mergelstenen hoekblokken, heeft een bekroning van een driehoekig fronton aan iedere zijde met daarboven een daklantaarn. De onderste geleding van de toren heeft een oculus, de bovenste geleding een galmgat met rondboogvorm en de bovenste geleding wordt aan iedere zijde omlijst met mergelsteen.
Tussen de middenbeuk en de zijbeuken bevinden zich rondbogen op vierkante pijlers. De middenbeuk wordt overwelfd door een tongewelf op gordelbogen die gedragen worden door een entablement. De zijbeuken worden overwelfd door kruisgewelven met gordelbogen op vlakke pilasters. Het koor heeft een uit Dorische zuilen bestaande zuilenomgang die een architraaf met trigliefenfries dragen. Erboven bevindt zich een galerij met een gesloten borstwering waarop vier Ionische zuilen rusten die de boven dragen van het koepelgewelf.

## Interieur
In het interieur vinden we een barokke eiken preekstoel uit de eerste helft van de achttiende eeuw die getorst wordt door een beeld van de heilige Johannes. In de jaren tachtig van de 20e eeuw werd het kerkmeubel gestut en tegelijkertijd werd een deel van het houtsnijwerk aan de basis weggenomen. Het kerkorgel is van de hand van Arnold Clerinx (1816-1898) uit Sint-Truiden en dateert uit 1852. Het werd hersteld en uitgebreid in 1970.
In het tabernakel bevindt zich een zilveren barokke stralenmonstrans. De toenmalige kerk werd op 2 juli 1747, tijdens de slag bij Lafelt, geplunderd. Pastoor Wijckmans verzocht Lodewijk XV, die op dat moment in Alden Biesen verbleef, om schadeloosstelling. Hij verkreeg 1800 frank waarmee de monstrans gekocht werd. Op het voetstuk werden daarom het wapen van Franse koning en de Franse lelie afgebeeld.

## Galerij

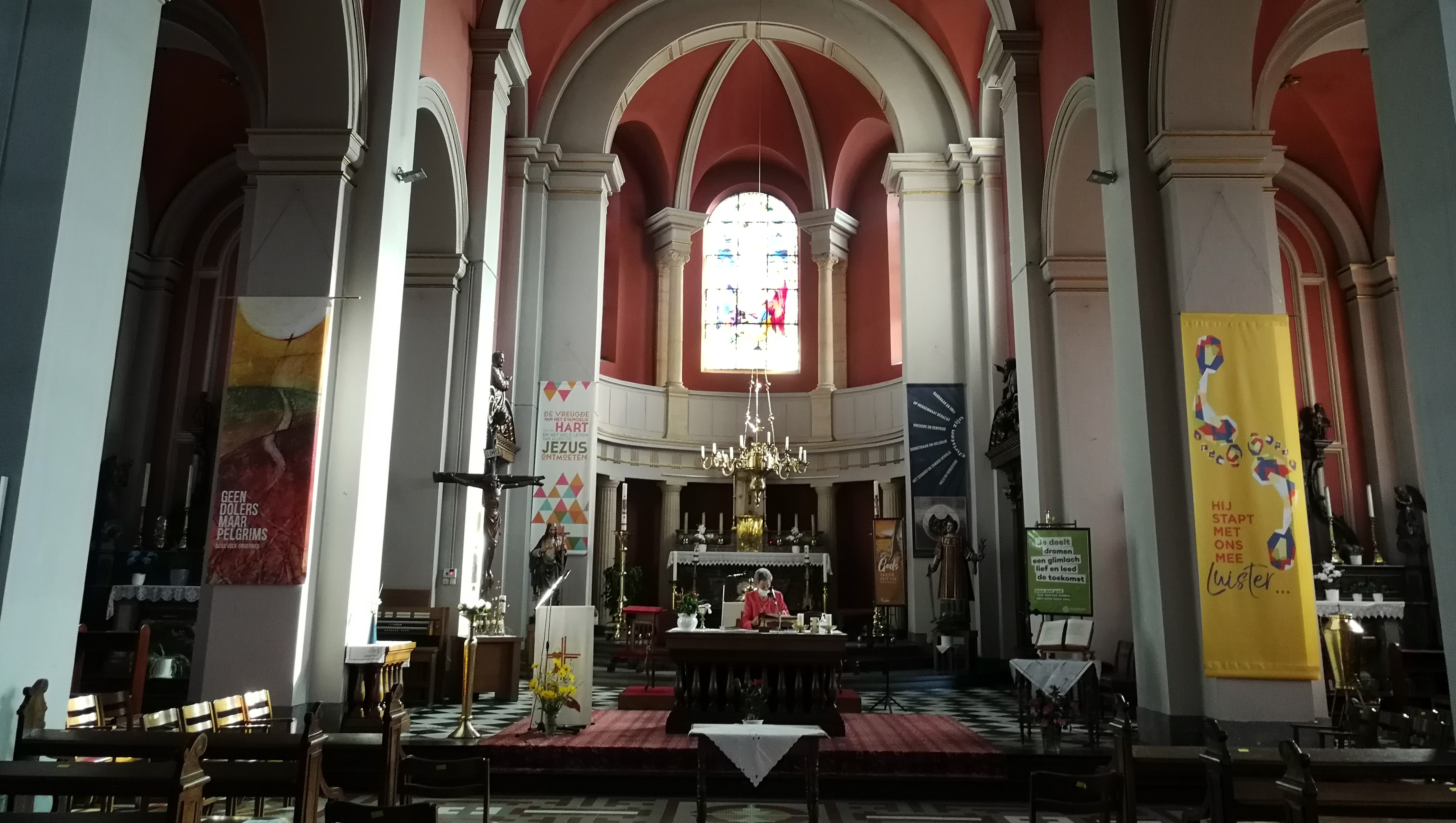
Het priesterkoor
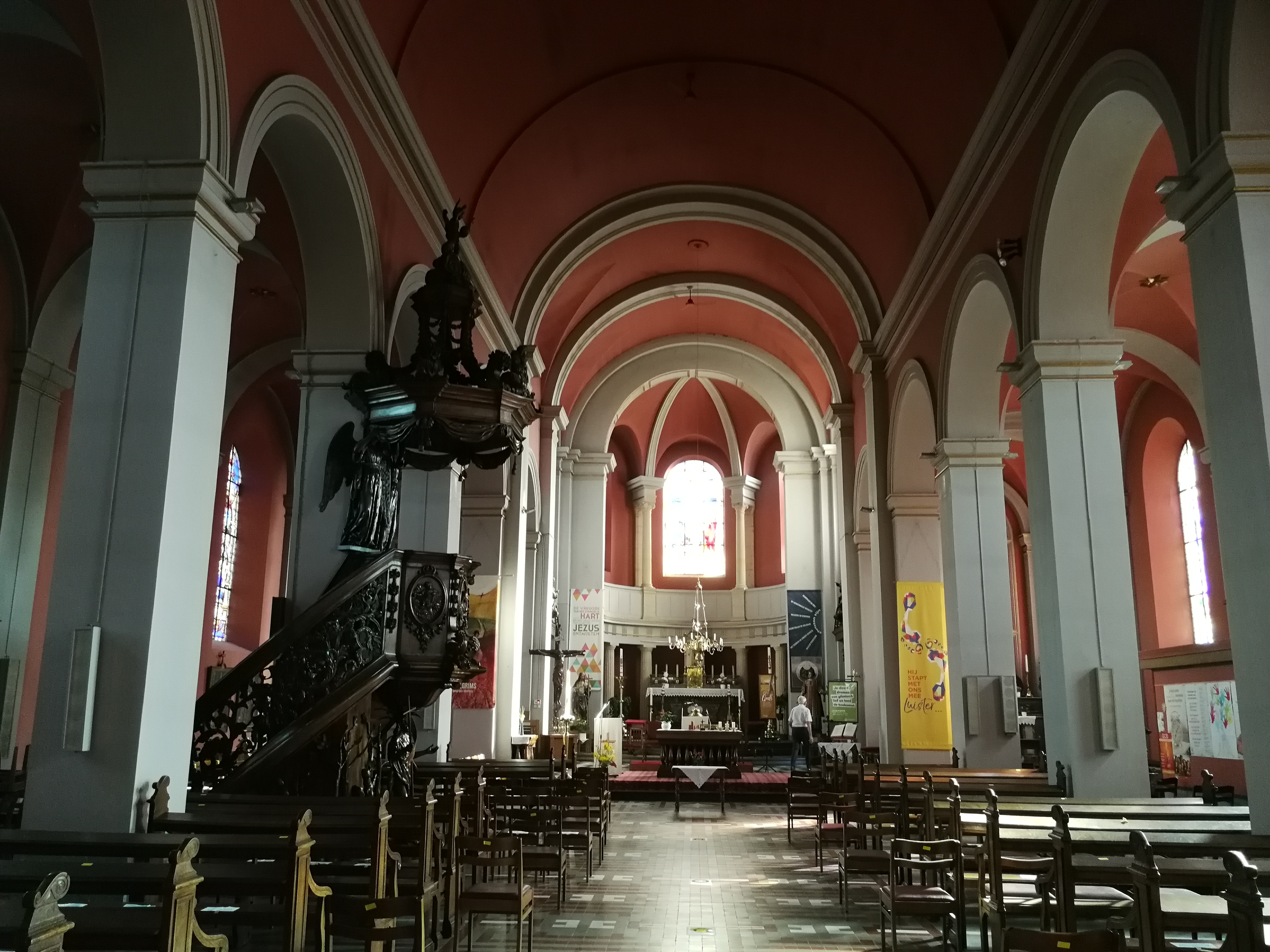
Het schip
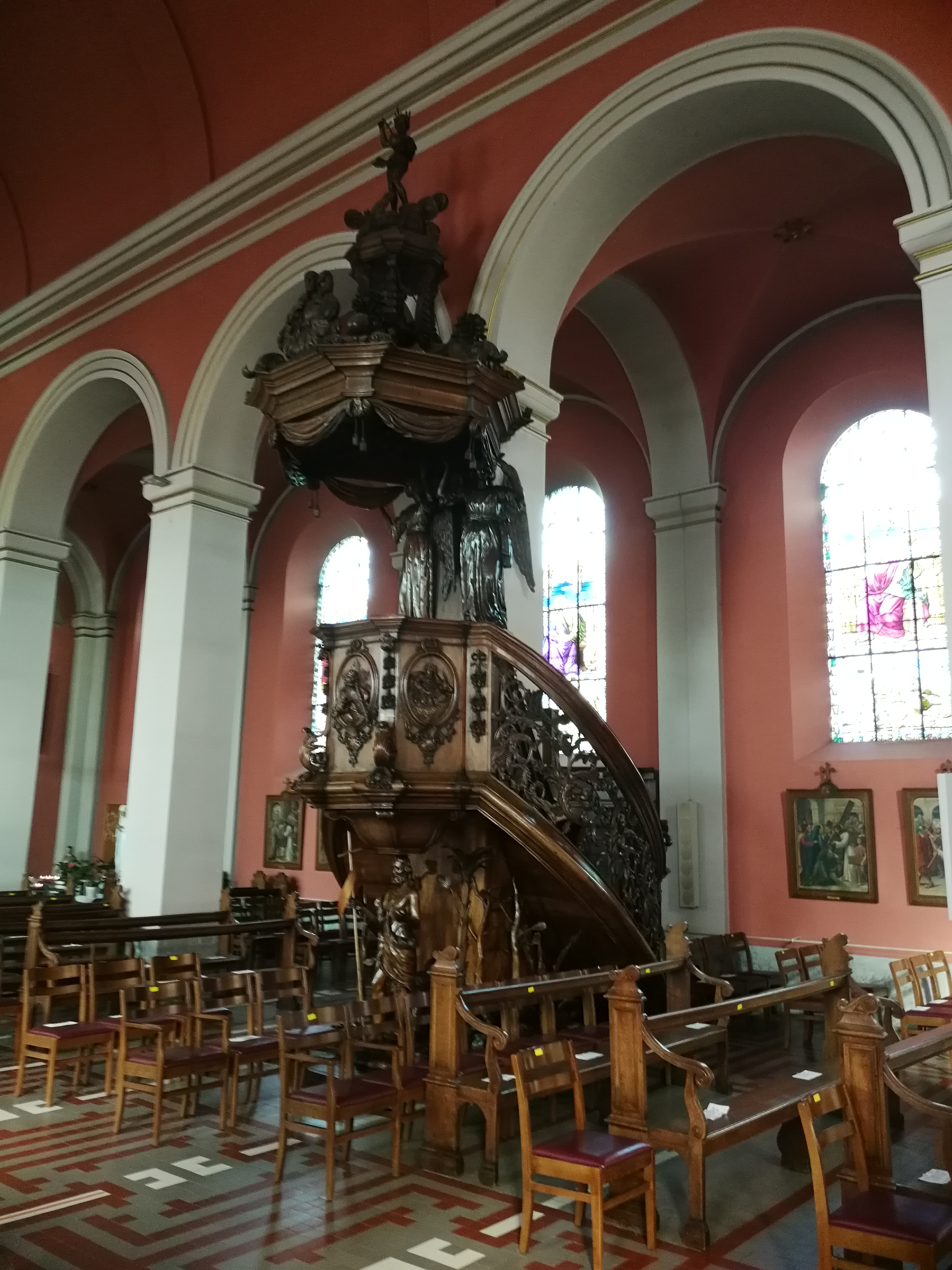
De preekstoel
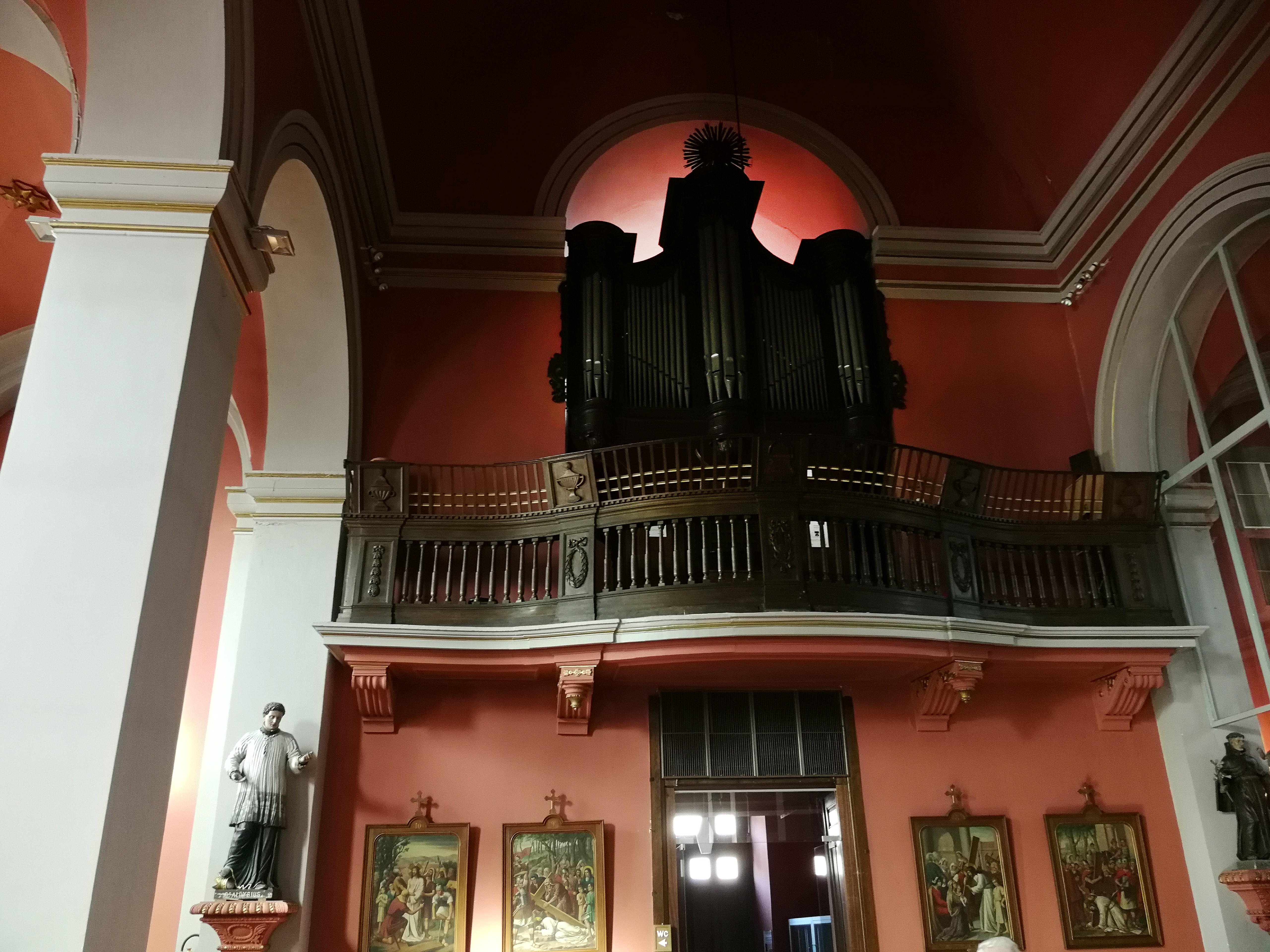
Het kerkorgel